# Jelonek
Jelonek, pseudonimo di Michał Jelonek (Kielce, 30 maggio 1971), è un musicista e compositore polacco. È specializzato in violino

## Biografia
Nato a Kielce, ha imparato a suonare il violino grazie al professor  Andrzej Zuzański ed ha ricevuto il diploma nel 1989. Dal 1989 al 1994 suona in diverse orchestre e filarmoniche. Dal 1992 al 1994 lavora al Theatre Diaspora. Tra il 1992 ed il 2008 collabora con diversi gruppi musicali ed artisti polacchi come Ankh, Closterkeller, De Press, Firebirds, Grejfrut, Łzy, Stan Borys, Maryla Rodowicz, Ilona Sojda e altri. Tiene ed ha tenuto concerti (oltre 1600) in tutto il mondo, ha scritto la musica di diversi film e spot. Nel corso della sua carriera ha partecipato ad oltre 30 album di diversa estrazione musicale (musica classica, heavy metal, pop, rock e folk). Nel 2007 ha pubblicato il suo primo album solista e poi in un gruppo.

## Discografia
- Ankh – Ankh (1993, MTJ)
- Ankh – Koncert akustyczny 1994 (1994, MTJ)
- Closterkeller – Scarlet (1995, Izabelin Studio)
- Ankh – ... będzie tajemnicą (1998, Folk)
- Firebirds – Trans... (1998, Izabelin Studio)
- Grejfrut – Tytuł płyty (2000, Universal Music)
- Maryla Rodowicz – 12 najpiękniejszych kolęd (2001, Universal Music)
- Maryla Rodowicz – Życie ładna rzecz (2002, Universal Music)
- Spooko – Spooko Panie Wiśniewski (2003, Universal Music)
- Hunter – Medeis (2003, Polskie Radio)
- Ankh – Expect Unexpected (2003, Metal Mind Productions)
- Perfect – Schody (2004, Universal Music)
- Ankh – Live in Opera '95 (2004, Metal Mind Productions)
- Hunter – T.E.L.I... (2005, Metal Mind Productions)
- Mafia – Vendetta (2005, Offmusic)
- Łzy – The Best Of 1996 - 2006 (2006, AR Łzy)
- Hunter – HolyWood (2006, Metal Mind Productions)
- Jelonek – Jelonek (2007, Mystic Production)
- Freak of Nature – Fabryka zła (2008, Mu-Sick Production)
- Kora – Metamorfozy (2008, Universal Music)
- Hunter – HellWood (2009, Mystic Production)
- Jelonek – Przystanek Woodstock (2010, Złoty Melon, DVD)
- Love De Vice – Numaterial (2010, Blackfield Media)
- Maciej Maleńczuk, Paweł Kukiz – Starsi panowie (2010, QL Music)
- Jelonek - Revenge (2011 Mystic Production)